# South Bay (Floryda)
South Bay – miasto w Stanach Zjednoczonych, w stanie Floryda, w hrabstwie Palm Beach.